# Resiliente Lieferkette
Eine resiliente Lieferkette bezeichnet im Rahmen des Supply-Chain-Managements die Fähigkeit einer Lieferkette, angesichts von Veränderungen fortzubestehen, sich anzupassen oder sich zu transformieren. Auch in deutschen Veröffentlichungen ist der englische Begriff supply chain resilience gebräuchlich.

## Ursprünge
Etwa seit der Jahrtausendwende wird mit dem Supply-Chain-Risikomanagement versucht, das klassische Risikomanagement vom System „Unternehmen“ auf das System „Lieferkette“ zu übertragen. Die Skalierbarkeit der traditionellen Schritte des Risikomanagement (Identifizierung, Bewertung, Steuerung und Überwachung von Risiken) stößt jedoch schnell an Grenzen: Die Identifizierung aller erdenklichen Risiken innerhalb eines Unternehmens ist durchaus möglich; eine Lieferkette besteht hingegen oft aus tausenden von Unternehmen – die vollständige Risikoidentifizierung in diesem System ist somit ungleich komplexer, wenn nicht gar aussichtslos. Es hat sich daher gezeigt, dass die Komplexität von Lieferketten ergänzende Maßnahmen erfordert. Bei Resilienz geht es weniger um die Identifizierung konkreter Risiken als vielmehr um die Eigenschaften des Systems, mit beliebigen Veränderungen umgehen zu können.

## Arten

### Resilienz im Sinne von technischer Resilienz
Über lange Zeit herrschte im Supply-Chain-Management die Interpretation von Resilienz im Sinne von technischer Resilienz (engineering resilience) vor. Hierbei wird impliziert, dass eine Lieferkette ein kontrollierbares System darstellt, ähnlich einem von Ingenieuren geplanten System (z. B. S-Bahn-Netz). Die Erwartungen an Manager kommt somit den Erwartungen an Ingenieure nahe, die im Falle einer Störung rasch reagieren, um den Idealzustand des Systems möglichst schnell wieder herbeizuführen. Eine bedeutende Umsetzung dieser Idee ist durch die Messung der Überlebenszeit (time-to-survive) und der Erholungszeit (time-to-recover) der Lieferkette gegeben, mit der Schwachstellen im System identifiziert werden. Eine ingenieurmäßig Umgestaltung der Lieferkette wie am Reißbrett, oft durch die Schaffung von Redundanzen (z. B. Multiple Sourcing), stärkt hierbei die Resilienz. Kurzfristig kann eine Lieferkette durchaus als relativ starres System angesehen werden. Die Vorstellung des Fortbestandes einer Lieferkette, die aus der technischen Resilienz folgt, ist somit in diesem Zeitrahmen durchaus zielführend. Allerdings stößt diese Sicht mittel- bis langfristig an Grenzen.

### Resilienz im Sinne von sozial-ökologischer Resilienz

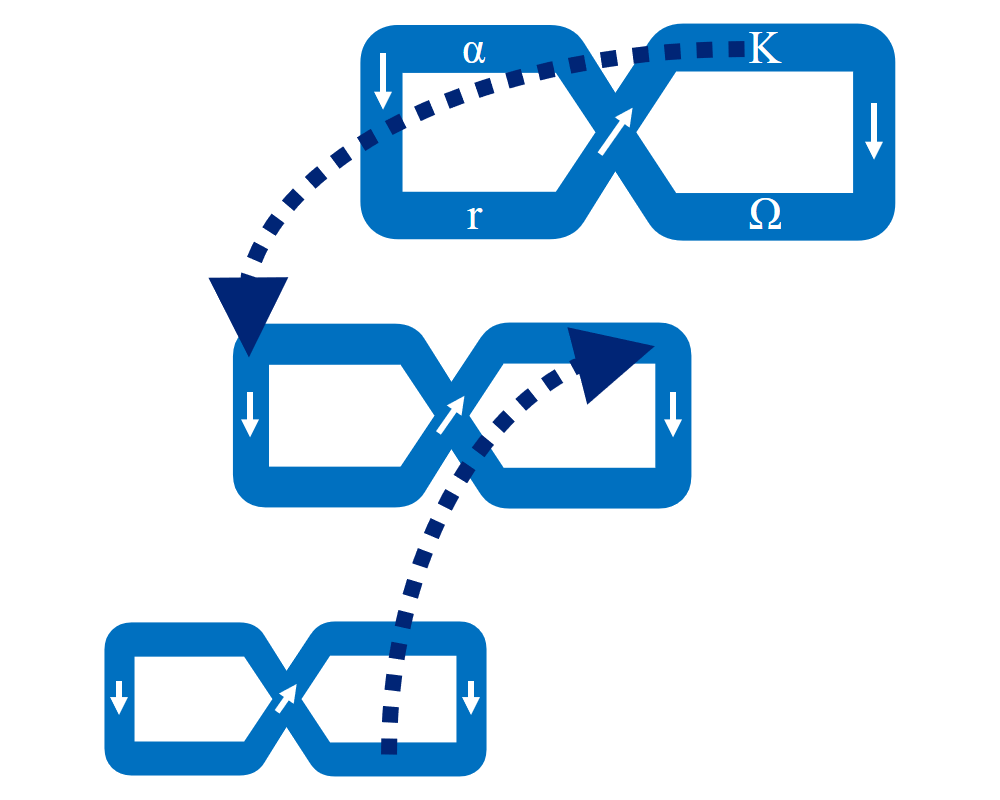
Die Resilienz sozial-ökologischer Systeme verändert sich in den vier Phasen eines jeden Anpassungskreislaufes. Dies gilt auf allen Ebenen einer Panarchie separat

Der sozial-ökologische Resilienzbegriff (social–ecological resilience) geht auf die Resilienz von Ökosystemen zurück, ergänzt diesen jedoch um menschliche Entscheidungsträger und deren soziale Interaktionen. Eine Lieferkette wird hierbei somit als ein System interpretiert, das – ähnlich wie ein Ökosystem (z. B. Wald) – zur ständigen Anpassung an äußere Umweltbedingungen in der Lage ist und – durch das Vorhandensein sozialer Akteure und deren Fähigkeit zur Weitsicht – zudem zur Transformation zu einem grundlegend neuen System in der Lage ist. Eine bedeutende Umsetzung dieser Vorstellung von Resilienz ist durch die Einbettung einer Lieferkette in eine aus Anpassungskreisläufen zusammengesetzte Panarchie gegeben. Beispielsweise ist die Lieferkette des Unternehmens Tesla deshalb resilient, weil sich in ihr die Transformation von Verbrennungsmotoren zu Elektromotoren widerspiegelt, die sich auf die Fähigkeit menschlicher Akteure stützt, langsfristige Veränderungen des Planeten im Rahmen der Klimakrise vorherzusehen und in einem Geschäftsmodell umzusetzen. Anders als bei der technischen Resilienz wird die Lieferkette somit nicht als ein zu stabilisierendes System (Fokus: Fortbestand) interpretiert, sondern als ein fluides System oder sogar als ein fluider Prozess (Fokus: Anpassung oder gar Transformation).